# Bálint Hóman

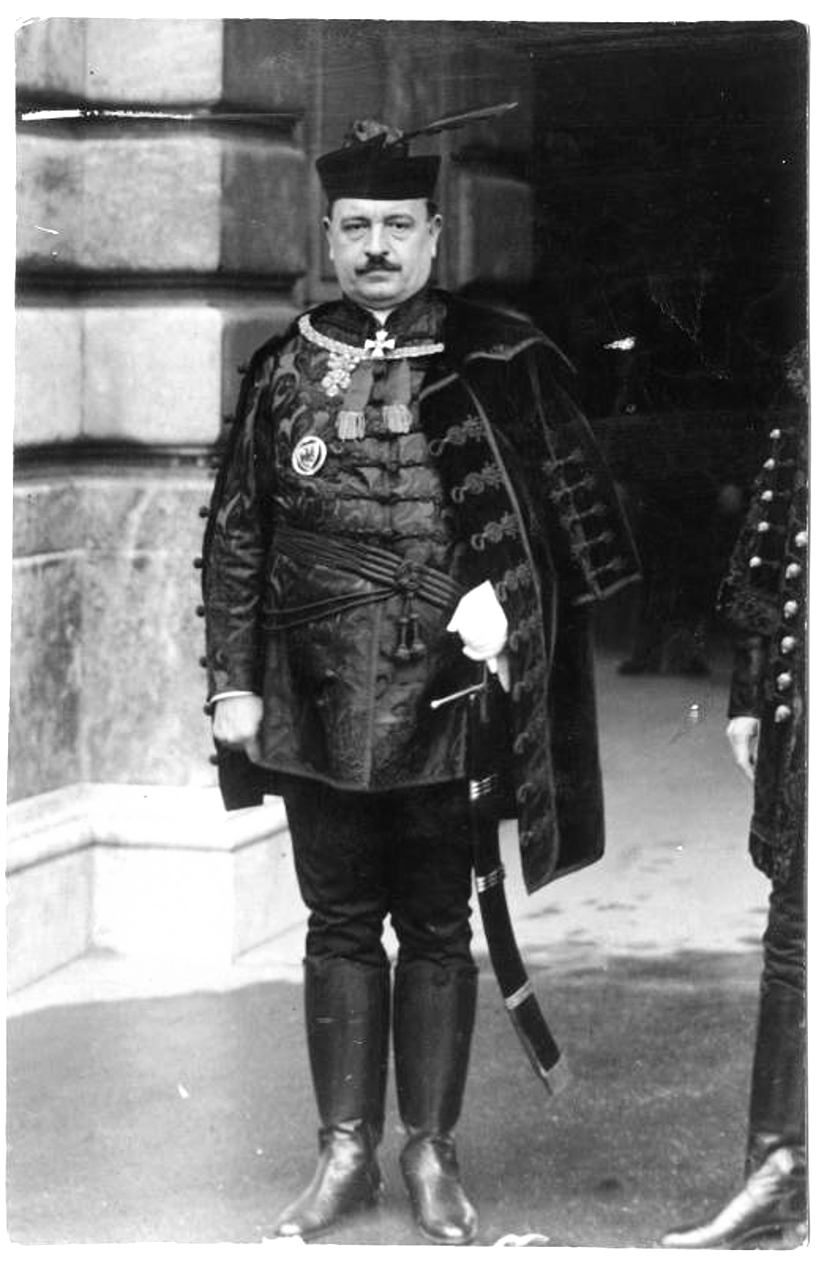
Hóman im Ornat (1930er Jahre, Fotograf nicht angegeben)

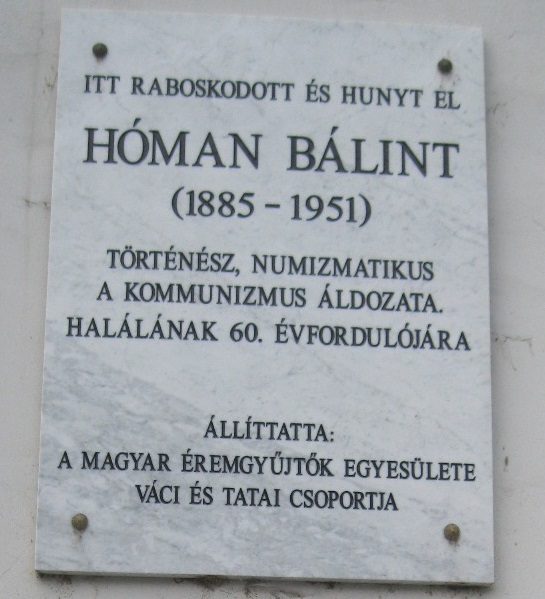
Gedenktafel in Vác

Bálint Hóman (geboren 29. Dezember 1885 in Budapest, Österreich-Ungarn; gestorben 2. Juni 1951 in Vác) war ein ungarischer Historiker und Politiker.

## Leben
Bálint Hóman wurde 1908 mit der Dissertation A magyar városok az Árpádok korában an der Péter-Pázmány-Universität in Geschichte promoviert. Ab 1915 war er als Bibliothekar an der Universitätsbibliothek Budapest angestellt. Er wurde 1922 Direktor der Széchényi-Nationalbibliothek und war von 1923 bis 1932 Direktor des Ungarischen Nationalmuseums. Er wurde 1918 Kandidat, 1929 Mitglied der Ungarischen Akademie der Wissenschaften (MTA) und von 1933 bis 1945 ihr Präsident. Ab 1925 war er Ordinarius für ungarische Geschichte an der Universität Budapest.
Hóman wurde 1932 Minister für Religion und Erziehung in den Kabinetten von Gyula Gömbös und Kálmán Darányi und nach einer Unterbrechung im Jahr 1938 von 1939 bis 1942 in den Kabinetten Pál Teleki, László Bárdossy und Miklós Kállay. 1938 war er Fraktionsvorsitzender der regierenden Partei der Nationalen Einheit. Hóman trat außenpolitisch für das Bündnis mit dem nationalsozialistischen Deutschland ein. Durch Okkupationen und den Zweiten Wiener Schiedsspruch 1939 und 1940 wurde damit eine wesentliche Revision des Vertrags von Trianon erreicht. In der Zeit seiner Regierungszugehörigkeit zog Ungarn unter dem Reichsverweser Miklós Horthy als Mitglied der Achse 1941 in den Krieg gegen Jugoslawien und gegen die Sowjetunion. Als Bildungsminister war Hóman mitverantwortlich für den Beschluss und die Durchführung der antisemitischen Gesetze in Ungarn und in den von Ungarn hinzugewonnenen und besetzten Gebieten. 
1942 schied er aus der Regierung aus. Nach der deutschen Besetzung Ungarns im März 1944 war er am 12. Mai 1944 bei der Amtseinführung des neuen Obergespans im Komitats Fejér Árpád Toldi in Székesfehérvár zugegen, bei der László Baky, Innenstaatssekretär der neuen Regierung Döme Sztójay, die völlige Deportation der Juden aus Ungarn verkündete, allein von März bis Juli 1944 wurden über 437.000 Juden nach Auschwitz deportiert. Als die Regierung Géza Lakatos und der Reichsverweser Miklós Horthy im Oktober 1944 geheime Waffenstillstandsverhandlungen mit den Alliierten begannen, gehörte Hóman zum Exekutivkomitee einer 138-köpfigen Parlamentariergruppe, die dies zu verhindern suchte und den vom deutschen Botschafter Edmund Veesenmayer lancierten Staatsstreich unterstützte. Auch für die dann eingesetzte Marionettenregierung unter der Führung des Pfeilkreuzlers Ferenc Szálasi war Hóman als Regierungsberater an der Kriegsverlängerung und den antisemitischen Maßnahmen beteiligt, als nun noch die Juden aus der Hauptstadt Budapest deportiert werden sollten. 
1945 floh Hóman mit Mitgliedern der Pfeilkreuzlerregierung ins Deutsche Reich. Er wurde dort von den Amerikanern festgenommen und von diesen an Ungarn ausgeliefert, da die Drei Mächte in der Moskauer Deklaration vom 1. November 1943 vereinbart hatten, dass alle Kriegsverbrecher, außer den Hauptkriegsverbrechern, in den Ländern vor Gericht gestellt werden sollten, in denen sie ihre Verbrechen begangen hatten.
Hóman wurde wegen Verbrechen gegen die Menschlichkeit vor dem ungarischen Volkstribunal angeklagt und zu lebenslanger Haft verurteilt, während für eine große Anzahl der mitangeklagten Politiker Todesurteile vollstreckt wurden. Hóman erkrankte und starb in der Haft im Gefängnis von Vác. 
Die 2011 in Vác angebrachte Gedenktafel bezeichnet ihn als Opfer des Kommunismus. 
Das Justizministerium der nationalkonservative Regierung Viktor Orbán und der Rat der Stadt Székesfehérvár beschlossen 2015, ein Denkmal für Hóman in der Stadt aufzustellen. Nach Protesten der jüdischen Gemeinde wurde der Beschluss revidiert.

## Akademische Karriere
Hóman begann seine akademische Karriere schon als Student in Budapest, wo er in der Universitätsbibliothek von Budapest arbeitete und auch sein Studium beendete er in Budapest. 1922 wurde er zum Direktor der Nationalbibliothek Széchényi und des Ungarischen Nationalmuseums im Jahre 1923 ernannt, eine Position, die er bis 1932 innehielt.
Hóman produzierte mehrere ernsthafte wissenschaftliche Arbeiten. Das Zentrum seiner Forschung war die Geschichte der ungarischen Nation während des Mittelalters. Zunächst beschäftigte er sich mit der Wirtschaftsgeschichte, Sozialgeschichte und den Hilfswissenschaften der Geschichte. Er schrieb über ungarische Städte während der Árpád-Ära, über die sozialen Schichten, den ersten staatlichen Steuern und über die ungarischen Stämme die im Karpatenbecken siedelten. Er verfasste ein massives literarisches Werk mit dem Titel „Die Geschichte der ungarischen Währung 1000-1325“, in dem er systematisiert die ungarische Währung im Mittelalter nach Chronologie, Messtechnik und Geschichte thematisierte. Eine zweite Einzelveröffentlichung war das Werk „Finanzen, Recht und Wirtschaftspolitik des Königreichs Ungarn während der Herrschaft von Charles Robert“.
Er veröffentlichte zahlreiche Aufsätze und Bücher zusammen mit anderen Gelehrten, unter ihnen Gyula Szekfű. Deren prominenteste Arbeit war das ursprünglich angesehene Werk „Ungarische Geschichte“. Nach Hómans Sicht war es in dieser historischen Analyse notwendig alte ungarische Wörter und die sumerischen und die unter Hattian-Hurrian geschaffenen – wie er sie benannte – literarischen Denkmäler zu berücksichtigen. Es wird deutlich, dass die inhaltliche Ausrichtung der Werke Hómans zumindest in Teilen nationalistisch ist und sich die als neutrale akademische Analysen deklarierten Werk am aufkommenden Geist der 1930er Jahre anlehnen. Das hat zur Folge, dass diese Werke nach heutigen akademischen Maßstäben kritisch und im Bewusstsein der jüngeren Geschichte Europas gelesen werden sollten.

## Politische Karriere
Hóman stieg vor dem Hintergrund der zunehmend deutschen Ausrichtung der ungarischen Politik in den 1930er Jahren auf und nutzte entsprechende gesellschafts-politische Tendenzen ganz bewusst. Hóman wurde 1932 Minister für Religion und Erziehung in den Kabinetten von Gyula Gömbös und Kálmán Darányi und nach einer Unterbrechung im Jahr 1938 von 1939 bis 1942 in den Kabinetten Pál Teleki, László Bárdossy und Miklós Kállay. 1938 wurde er Fraktionsvorsitzender der regierenden Partei der Nationalen Einheit. Als Teil der Regierung war Hóman ein lautstarker Verfechter antijüdischer Maßnahmen und unterstützte Gesetze die den bis dahin gegebenen Status der ungarischen jüdischen Gemeinden widerriefen.
1942 schied er aus der Regierung aus. Nach der deutschen Besetzung Ungarns im März 1944 war er am 12. Mai 1944 bei der Amtseinführung des neuen Obergespans im Komitats Fejér Árpád Toldi in Székesfehérvár zugegen, bei der László Baky, Innenstaatssekretär der neuen Regierung Döme Sztójay, die völlige Deportation der Juden aus Ungarn verkündete, allein von März bis Juli 1944 wurden über 437.000 Juden nach Auschwitz deportiert. Als die Regierung Géza Lakatos und der Reichsverweser Miklós Horthy im Oktober 1944 geheime Waffenstillstandsverhandlungen mit den Alliierten begannen, gehörte Hóman zum Exekutivkomitee einer 138-köpfigen Parlamentariergruppe, die dies zu verhindern suchte und den vom deutschen Botschafter Edmund Veesenmayer lancierten Staatsstreich unterstützte. Auch für die dann eingesetzte Marionettenregierung unter der Führung des Pfeilkreuzlers Ferenc Szálasi war Hóman als Regierungsberater an der Kriegsverlängerung und den antisemitischen Maßnahmen beteiligt, als nun noch die Juden aus der Hauptstadt Budapest deportiert werden sollten. Er entschied sich Teil der legislativen Gesetzgebung auch nach der deutschen Besetzung Ungarns (März 1944) und dem Staatsstreich der Pfeilkreuzler (Oktober 1944) zu bleiben und somit als aktiver Teil des Putsches ein mit Nazideutschland verbündetes und unterworfenes antidemokratisches System zu stärken. Während der kurzen Herrschaft der deutschen und ihrer Verbündeten Pfeilkreuzler in Ungarn, unterzeichnete Hóman zusammen mit anderen hohen Regierungsbeamten ein Dokument das die Vertreibung der ungarischen Juden anwies. Über eine halbe Million Juden wurden zügig in Konzentrationslager der Nazis, inklusive Auschwitz deportiert, wo die meisten umkamen.
Als die Rote Armee die Grenze zu Ungarn im Dezember 1944 überquerte floh Hóman um der Verhaftung zu entgehen und um mit anderen Pfeilkreuzler Mitgliedern (einschließlich Parteichef Ferenc Szálasi) in Transdanubia in Ungarn, unterzutauchen. Später floh er nach Deutschland, wo ihn jedoch amerikanische Truppen gefangen nahmen und diesen nach Ungarn auslieferten, da die Drei Mächte in der Moskauer Deklaration vom 1. November 1943 vereinbart hatten, dass alle Kriegsverbrecher, außer den Hauptkriegsverbrechern, in den Ländern vor Gericht gestellt werden sollten, in denen sie ihre Verbrechen begangen hatten.
1946 verurteilte der ungarische Volksgerichtshof Hóman zu lebenslanger Haft für die von ihm begangenen Kriegsverbrechen, vor allem jedoch auch aufgrund seiner Rolle zugunsten der nationalsozialistischen Besatzer Ungarns in der von Nazi-Deutschland-geführten Invasion der Sowjetunion.
Hóman wurde in Vác inhaftiert, wo er kurz nach seiner Inhaftierung erkrankte. Berichten zufolge verlor er über einer kurzen Zeit 60 Kilogramm Körpergewicht.

## Ableben und Erbe
Hóman starb im Gefängnis am 2. Juni 1951. Die 2011 in Vác angebrachte Gedenktafel bezeichnet ihn als Opfer des Kommunismus.
Am 6. März 2015 wurde Hóman nach einem Urteil des Metropolitan Court of Budapest rehabilitiert, das ergab, dass die ursprüngliche Verurteilung unzureichende Beweise zugrunde gelegt hatte. 
Das Justizministerium der nationalkonservative Regierung Viktor Orbán und der Rat der Stadt Székesfehérvár beschlossen 2015 eine lebensgroße Bronzestatue in Székesfehérvár aufzustellen. Der Präsident des European Jewish Congress Moshe Kantor verurteilte das Projekt als " eine schockierende Anzeige der Unempfindlichkeit gegenüber dem jüdischen Volk ", und ausländische und US-amerikanische Diplomaten traten einer Kundgebung gegen die Aufstellung der Statue bei. Die US-Regierung forderte darüber hinaus die ungarischen Beamten auf, die Aufstellung der Statue zu blockieren, die sie laut Presseberichten " antisemitisch " nannte und wies darauf hin, dass staatliche Mittel verwendet wurden, um einen großen Teil der Baukosten zu finanzieren. Nach wiederholten Protesten der jüdischen Gemeinde wurde der Beschluss revidiert.

## Schriften (Auswahl)
- A magyar városok az Árpádok korában. Budapest, 1908. Dissertation
- Magyar pénztörténet 1000–1325. Budapest, 1916
- A magyar királyság pénzügyei és gazdaságpolitikája Károly Róbert korában. Budapest, 1921
- Geschichtliches im Nibelungenlied. Berlin : W. de Gruyter, 1924
- A Szent László-kori Gesta Ungarorum és a XII–XIII. századi leszármazói. Budapest, 1925
- A magyar hun hagyomány és hun monda. Budapest, 1925
- A forráskutatás és forráskritika története. Budapest, 1925
- A magyar történetírás új útjai. Budapest : Magyar Szemle Társaság, 1931. 
  - Geschichte des ungarischen Mittelalters. 1. Von den ältesten Zeiten bis zum Ende des XII. Jahrhunderts. Übersetzung von Hildegard von Roosz und Lothar Saczek. Überprüft und eingel. von Conrad Schünemann. Berlin : De Gruyter, 1940
  - Geschichte des ungarischen Mittelalters. 2. Vom Ende des XII. Jahrhunderts bis zu den Anfängen des Hauses Anjou. Berlin : De Gruyter, 1943
- Stephan der Heilige, in: Wirtschaft und Kultur : Festschrift zum 70. Geburtstag von Alfons Dopsch, 1938, S. 279–288
- mit Gyula Szekfű, Károly Kerényi: Egyetemes történet. 5 Bände. Budapest, 1935–1937
- König Stephan I der Heilige, die Gründung des ungarischen Staates. Aus dem Ungarischen übers. von Hildegard von Roosz. Breslau : W.G. Korn, 1941
- Tausendjährige Schicksalsverbundenheit : Deutsche u. Ungarn in d. Geschichte. Berlin : Bund Ungar. Hochschüler, 1942
- A történelem útja. Válogatott tanulmányok. Budapest, 2002